# Parafia Matki Bożej Różańcowej w Korniaktowie Południowym
Parafia Matki Bożej Różańcowej w Korniaktowie Południowym – parafia rzymskokatolicka znajdująca się w Archidiecezji przemyskiej w dekanacie Łańcut II.

## Historia
W 1874 roku w Korniaktowie Południowym rozpoczęto budowę kaplicy zainspirowanej przez powstańca styczniowego, który dotarłszy chory do Korniaktowa uzyskał pomoc. W zamian za przysługę szlachcic przeznaczył 150 reńskich, kolejne 150 dołożono z funduszy gminy Korniaktów, a cegłę, drzewo (z miejscowych zakładów), oraz architektów dał książę przeworski Henryk Lubomirski. W 1880 roku ukończono budowę kaplicy pw. Matki Bożej Różańcowej. Z biegiem czasu kaplica pełniła rolę kościoła, w której odprawiano niedzielne msze święte. W 1920 roku Korniaktów wszedł w skład nowo powstałej parafii w Białobrzegach. W 1925 roku bp Karol Fischer dokonał konsekracji kaplicy. Do kaplicy sprowadzono z Tyrolu (Austria) figurę Matki Bożej Różańcowej. W 1960 roku została skradziona figura Matki Bożej Różańcowej, którą odzyskano po kilku latach.
W latach 1983–1988 obok kaplicy zbudowano murowany kościół filialny, według projektu arch. Stanisława Kurka i Władysława Uchmana. Pracami budowlanymi kierował i zarządzał Stanisław Czyrek, który razem z Julią Rupar był głównym inicjatorem budowy kościoła. 
11 września 1988 roku bp Stefan Moskwa poświęcił kościół filialny pw. Matki Bożej Różańcowej. Początkowo utworzono rektorat. W 2018 roku została dekretem abpa Józefa Michalika została erygowana parafia, z wydzielonego terytorium parafii Białobrzegi, a jej proboszczem został dotychczasowy rektor ks. Ryszard Izdebski. 
Na terenie parafii jest 550 wiernych.
Proboszczowie parafii:
2000–2010. ks. Jan Długoń (rektor).
2010– nadal ks. Ryszard Izdebski (w latach 2010–2018 rektor).